# Ликонусы
Ликонусы (лат. Lyconus) — род лучепёрых рыб из семейства Macruronidae. Распространены в Атлантическом океане и морях Южного полушария вокруг Южной Африки, Южной Америки, южного побережья Австралии и Южного острова Новой Зеландии. Максимальная длина тела представителей разных видов варьирует от 35 до 60 см.

## Описание
Тело вытянутое, сжато с боков, постепенно сужается от затылка к хвостовой части, которая становится нитевидной. Тело покрыто мелкой, циклоидной, легко опадающей чешуёй. Голова сжата с боков, рот конечный, косой. Рыло короткое с закруглённым окончанием. Глаза большие, диаметр глаза превышает длину рыла и составляет 1/3 длины головы. Межглазничное пространство плоское, его ширина меньше диаметра глаза. Нижняя челюсть слегка выдаётся или не выдаётся вперёд. Окончание верхней челюсти доходит до вертикали, проходящей через середину глаза. Носовая мембрана полностью покрыта чешуей. По одному ряду зубов на предчелюстной кости и нижней челюсти; в передней части верхней челюсти два клыковидных зуба, которые меньше по размеру двух клыковидных зубов на нижней челюсти. Зубы на сошнике расположены в один ряд; нет зубов на нёбной кости. Два спинных плавника; первый имеет короткое основание, а второй — очень длинное. Анальный плавник один, длинный, но его основание короче основания второго спинного плавника. Лучи анального плавника короче лучей второго спинного плавника. Нет хвостового стебля; хвостовой плавник соединяется с анальным и вторым спинным плавником. Грудные плавники посажены высоко на теле. В грудных плавниках 13 мягких лучей; очень длинные лучи направлены косо вверх, их окончания заходят за анальное отверстие. Брюшные плавники с 8—10 лучами, расположены на одной вертикали с грудными плавниками или позади них, но они меньше. Пилорические придатки длинные и тонкие. Ложножабры есть.

## Классификация
В состав рода включают два вида:
- Lyconus brachycolus Holt & Byrne, 1906 — Короткохвостый ликонус
- Lyconus pinnatus Günther, 1887 — Обыкновенный ликонус